# Jan Janikowski
Jan Janikowski (ur. 16 maja 1926 w Toruniu, zm. 28 maja 1990 w Warszawie) – polski kompozytor, pianista i aranżer. Założyciel zespołów muzycznych: Filipinki i Amazonki. Absolwent Wyższej Szkoły Ekonomicznej w Szczecinie.

## Życiorys
Po zakończeniu II wojny światowej mieszkał wraz z rodziną w Strzelcach Krajeńskich. Szkołę średnią, Liceum Ogólnokształcące ukończył w Drezdenku.

### Początki działalności artystycznej
Zadebiutował w studenckim teatrzyku Skrzat w Szczecinie jako kompozytor, pianista i aranżer. Udzielał się też w Akademickim Radiu, gdzie prowadził audycje muzyczne. Wkrótce nawiązał współpracę ze Sceną Poezji 13 Muz (Kabaret Piosenki) w Szczecinie. Współpracował również z innymi teatrami w tym mieście jako kompozytor. Pełnił funkcję kierownika muzycznego w szczecińskich teatrach: Polskim i Współczesnym.
Był żonaty z Haliną Janikowską z domu Uzarczyk (1933–2014). Zostali pochowaniu na Cmentarzu Północnym w Warszawie. 

### Filipinki
Od 1959 roku był nauczycielem ekonomii, towaroznawstwa i muzyki w Technikum Handlowym. W listopadzie tego samego roku utworzył tam żeńską grupę wokalną – Filipinki. Jej członkiniami były utalentowane muzycznie uczennice Janikowskiego. Zespół zadebiutował podczas szkolnej akademii, po czym spodobał się też szerszej publiczności. W 1962 roku odniósł znaczący sukces w konkursie Mikrofon dla Wszystkich zorganizowanym przez radio. Zadecydowało to o decyzji Janikowskiego, by od tej chwili poświęcić się wyłącznie działalności artystycznej. Nawiązał współpracę z Włodzimierzem Patuszyńskim i tworzył z nim podstawowy repertuar dla Filipinek. Zespołem tym opiekował się do 1967 roku, koncertował z nim w kraju i za granicą (m.in. Bułgaria, Francja, Kanada, NRD, Szwecja, USA, Wielka Brytania, ZSRR) i zrealizował kilka programów telewizyjnych.

### Inne przedsięwzięcia artystyczne
Po rozstaniu z Filipinkami w styczniu roku 1968 utworzył żeńską grupę wokalną Amazonki, która jeszcze w tym samym roku zdobyła nagrodę za debiut na Krajowym Festiwalu Polskiej Piosenki w Opolu. Nagrał z nią kilka płyt, dokonał też nagrań dla archiwum Polskiego Radia, a także sporo koncertował zarówno w Polsce, jak i za granicą (NRD, USA, ZSRR). Zespół rozwiązał się w 1983 roku.
W latach 1983–87 przebywał w Stanach Zjednoczonych, gdzie udzielał się jako pianista i organista. Towarzyszył Bobowi Lewandowskiemu w jego programach telewizyjnych, był też akompaniatorem Feliksa Konarskiego w Kabarecie Trzech Panów.

## Wybrane piosenki
- A mnie w to graj (muz. J. Świąć)
- Amazonki i wiatr (tekst W. Patuszyński)
- Bal Arlekina (tekst W. Patuszyński)
- Charleston nastolatków (tekst W. Patuszyński)
- Chłopiec z gitarą (tekst W. Patuszyński)
- Do widzenia, profesorze (tekst W. Patuszyński)
- Filipinki – to my (tekst W. Patuszyński)
- Kto się lubi, ten się czubi (tekst W. Patuszyński)
- Siedmiu chłopców (tekst. Andrzej Tylczyński)
- Spacer po porcie (tekst W. Patuszyński)

## Teatr
- 1958 – Krzesiwo (reż. Ewa Kołogórska) – opracowanie muzyczne
- 1959 – Rzymska kurtyzana (reż. Henryk Lotar) – kierownictwo muzyczne
- 1959 – Konik-Garbusek (reż. Nina Burska) – muzyka
- 1959 – Dziewczynka z zapałkami (reż. Jerzy Sobieraj) – kierownictwo muzyczne
- 1960 – Zaczarowana złotówka (reż. Janusz Obidowicz) – muzyka
- 1961 – Opera za 3 grosze (reż. Zdzisław Tobiasz) – kierownictwo muzyczne
- 1961 – Sto dni małżeństwa (reż. Z. Tobiasz) – muzyka
- 1961 – Marzenia i klęski (reż. Krystyna Tyszarska) – opracowanie muzyczne
- 1961 – Obrona Ksantypy (reż. Aleksander Rodziewicz) – kierownictwo muzyczne
- 1962 – Osobliwe zdarzenie (reż. Lesław Mazurkiewicz) – muzyka
- 1962 – Drewniana miska (reż. Ryszard Sobolewski) – muzyka
- 1962 – Damy i huzary (reż. Józef Gruda) – opracowanie muzyczne
- 1962 – Psie czasy, sierżancie... (reż. Zbigniew Bogdański) – kierownictwo muzyczne
- 1963, 1974 – Czerwone pantofelki (reż. Jerzy Wąsowicz) – opracowanie muzyczne
- 1963 – Dziewiąty sprawiedliwy (reż. R. Sobolewski) – muzyka
- 1963 – Pokusa (reż. Stanisław Milski) – opracowanie muzyczne
- 1963 – Śluby panieńskie (reż. Irena Ładosiówna) – opracowanie muzyczne
- 1964 – Igraszki z diabłem (reż. Jan Maciejowski) – kierownictwo muzyczne